# الهندسة المدنية وإصلاح البنية التحتية في نيو أورلينز بعد إعصار كاترينا

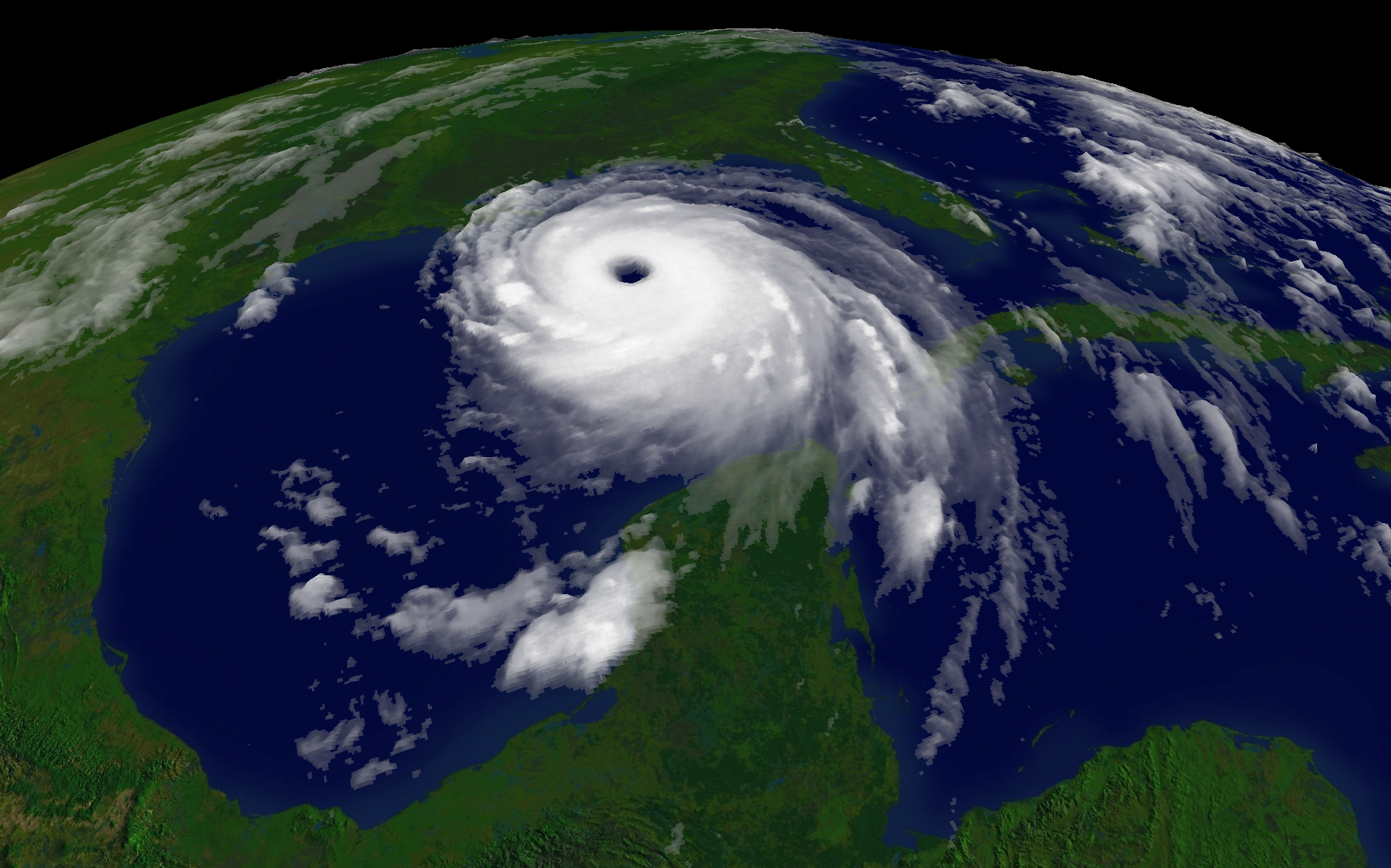

على الرغم من أن إعصار كاترينا لم يوجه ضربة قاضية مباشرة إلى مدينة نيو أورلينز في 29 أغسطس عام 2005، فإن موجة العاصفة المصاحبة له تسببت في إخفاقات وفشل مأساوي مبكر للسدود والجدران.
وفي حين أن الملكية، وتحديد المتطلبات، والتشغيل، وصيانة النظام، تعود إلى مجلس أورلينز، فإن المسؤولية الفيدرالية عن تصميم وبناء نظام الحماية من الفيضانات في نيو أورلينز تقع على عاتق التفويض الفيدرالي لمهندسي الجيش الأمريكي.
أغرقت الفيضانات الناجمة عن الخروقات والفتحات معظم المدينة تحت الماء لأيام، واستمرت لعدة أسابيع في أماكن عديدة. وقد قام مهندسو الجيش الأمريكي بإصلاحات طارئة لها باستخدام المضحات، إذ تعمل المضخات على تفريغ المدينة من الماء.

## خلفية
تعد الفيضانات التي تحدث بسبب الأمطار والعواصف مشكلة قديمة منذ بناء مدينة نيو أورلينز، بسبب موقع المدينة على دلتا يقع جزء كبير منه تحت مستوى البحر. تحاط المدينة بنهر المسيسيبي من الجنوب، وبحيرة بانتشرترين من الشمال، وبحيرة بورن من الشرق. بدأ بناء السدود على طول النهر مباشرة بعد تأسيس المدينة، وبُنيت سدود نهرية أكثر اتساعًا مع نمو المدينة. صُممت السدود في الأصل لمنع الأضرار الناجمة عن الفيضانات الموسمية. تُستخدم اليوم جدران السيول التي تقع على قمة قنوات شارع 17، وقنوات شارع لندن لضخ المياه من شوارع المدينة إلى بحيرة بانتشرترين. عرض هذه الجدران الفيضية قدم واحدة (300 مم) من الأعلى وقدمان (600 مم) عند القاعدة. الجزء المرئي هو غطاء خرساني على مجموعة ركائز صلبة ترسو على الحائط. الركائز نفسها عبارة عن أعمدة فولاذية مترابطة، يبلغ طولها 30 قدما (10 أمتار) على الأقل، ويمكن رؤية 6 إلى 10 أقدام (2 إلى 3 أمتار) منها فوق الأرض؛ وبينت الفحوص بعد ذلك أن بعض الركائز لم تكن عميقة كما هو محدد ومخطط.
تعتبر الفيضانات الشديدة التي أحدثها إعصار بيتسي في عام 1965 سببًا في إبراز المخاوف بشأن الفيضانات الناجمة عن الأعاصير. أزاح الكونغرس المسؤولية عن الولاية، وكلف مهندسي الجيش الأمريكي بأن تكون لهم السلطة الوحيدة على تصميم وبناء منطقة نيو أورلينز للحماية من الفيضانات، على الرغم من أن التعاون المحلي مطلوب ومنصوص عليه. فهذا ما ينص عليه قانون مكافحة الفيضانات لعام 1965. بعد مرور أربعين عامًا على وقوع إعصار كاترينا، بلغت نسبة الحماية من الفيضانات بين 60% و90% مع تاريخ إنجاز واكتمال يُقدر بـ 2015، على الرغم من التوقعات الأولية بإتمامها في غضون ثلاث عشرة سنة.
كانت هناك العديد من التوقعات بخطر الإعصار في نيو أورلينز قبل إعصار كاترينا في أغسطس 2005. في عام 2001 نشرت صحيفة هيوستن كرونيكل قصة تنبأت بأن الإعصار الحاد الذي ضرب نيو أورلينز، سيؤثر على 250000 شخص أو أكثر، وربما يقتل واحد من 10 أشخاص مع غرق المدينة تحت 20 قدم (6.1 م) من الماء. ركزت مخاوف كثيرة على أن نظام السد الترابي في المدينة مصمم فقط للأعاصير التي لا تزيد شدة عن الفئة 3. كما تبين، كان إعصار كاترينا من الفئة 3 عندما قطع الأرض، ومعظم نيو أورلينز مرت برياح من الفئة 1 أو 2. لكن بسبب بطء حركة العاصفة في عبورها عبر نيو أورلينز، انهار عدد من جدران السيول المبطنة لقنوات الشحن في نيو أورلينز، وغُمرت مياه الفيضانات الناتجة عن بحيرة بانتشرترين المدينة في غضون اليومين التاليين للعاصفة، وتسبب ذلك بأضرار مكلفة للمباني والعديد من الوفيات.

## إصلاح السدود الترابية

### تجهيزات ما قبل العاصفة
في يوم السبت 27 أغسطس، وبينما كان إعصار كاترينا من الفئة 3 في خليج المكسيك، كانت فرقة وادي مسيسيبي التابعة لمهندسي الجيش الأمريكي تتجهز وتتمركز من بعيد حتى هاواي. بدأت الاستعدادات، تحسبًا لاحتمال حدوث عاصفة من الفئة 5 تُغرق نيو أورلينز في المياه.
في 29 أغسطس 2005، وبينما هدد إعصار كاترينا للمرة الثانية والثالثة على ساحل لويزيانا-مسيسيبي، عمل قائد منطقة الفيلق، العقيد ريتشارد واغنار، وفريقه من ملجأ للعمليات الطارئة في نيو أورلينز. وانتظرت فرق أخرى في مسار العاصفة عبر ساحل الخليج.
عمل الفيلق مع خفر السواحل الأمريكي والحرس الوطني للجيش وسلطات الولايات والسلطات الفيدرالية الأخرى من أجل جلب جميع المساعدات المتاحة لتسريع العملية.

### الفيضان
في مستهل الأمر كان مهندسو الفيلق يعتقدون أن المياه في قناة الشارع السابع عشر تجاوزت جدار الفيضان، وامتلأت خلف الجدار، الأمر الذي أدى إلى انهياره. لكن ثلاثة من قادة الإطفاء المحليين أكدوا في شريط فيديو أن جدار الفيضان انهار قبل وصول المياه إلى قمته، اختُرق جدار الفيضان بجانبه السفلي (نيو أورلينز ويست إيند) من خلال جسر هاموند السريع القديم.